# Mirosław Małek
Mirosław Małek (ur. 9 marca 1975 w Rybniku) – polski żeglarz specjalizujący się w windsurfingu, olimpijczyk z Atlanty 1996.
Medalista mistrzostw Europy w Hiszpanii. Uczestnik mistrzostw Europy w roku 1996, podczas których zajął 8. miejsce.
Wielokrotny medalista mistrzostw Polski:
- złoty w roku 1997
- srebrny w roku 1996
- brązowy w roku 2001

Na igrzyskach w Atlancie wystartował w klasie Mistral, zajmując 11. miejsce.